# Tres veces Sofía
Tres veces Sofía es una telenovela mexicana de TV Azteca, marcó el debut como productores de Rossana Arau y Luis Vélez  en 1998. Se estrenó el 5 de octubre de 1998 en sustitución de Tentaciones y finalizó el 6 de agosto de 1999 siendo reemplazada por El candidato.  
Protagonizada por Lucía Méndez, Omar Fierro, Marco Muñoz y Homero Wimer, con las participaciones antagónicas de Guillermo Quintanilla y Karen Sentíes. Cuenta además con las actuaciones de los primeros actores Saby Kamalich, Evangelina Elizondo, Rodolfo de Anda y Miguel Couturier.

## Elenco
- Lucía Méndez - Sofía Gutiérrez Ríos / Sofía Soler Campos Miranda
- Omar Fierro - Federico Vidaurri
- Marco Muñoz - Jorge Briceño
- Karen Sentíes - Leticia Plata
- Homero Wimer - César Márquez
- Martha Mariana Castro - Laura Touriño de Márquez
- Saby Kamalich - Doña Adelaida Puerta viuda de Vidaurri
- Verónica Langer - Elsa Cifuentes
- Lisa Owen - Mercedes Montemayor
- José González Márquez - Don Alberto "Beto" Solís
- Guillermo Quintanilla - Rigoberto Serna
- Alma Rosa Añorve - Gloria Ortega de Madrigal
- Carlos Águila - Lic. Tappan
- Mayte Vilán - Alejandra Landazabal
- Mark Tacher - Juan Carlos Cifuentes
- Gabriel Porras - Germán Lizarralde
- Raquel Bustos - Andrea Briseño Gutiérrez
- Alain Kuri - Guillermo Briseño Gutiérrez "Memo"
- Hernán Mendoza - Félix Valladares
- Alejandro Gaytán - Juan Andrés
- Fernando Becerril - Adolfo Landazábal
- Evangelina Elizondo - Magnolia
- Marta Resnikoff - Lic. Rosa Roa
- Cristina Michaus - La Rusa
- Edith Kleiman - Díaz
- Juan David Burns - Arturo Guevara
- Jimena Guerra - Lupe
- Miguel Couturier - Henry
- Luz Elena Solís - Alcira
- Rodolfo de Anda - Renato
- Betty Monroe - Secretaria

## Premios y nominaciones

### Premios ACE New York 1999
| Categoría                             | Persona                              | Resultado |
| ------------------------------------- | ------------------------------------ | --------- |
| Figura internacional femenina del año | Lucía Méndez                         | Ganadora  |
| Mejor libretista                      | Darío García y Luis Felipe Salamanca | Ganadores |